# Selos e história postal dos Camarões

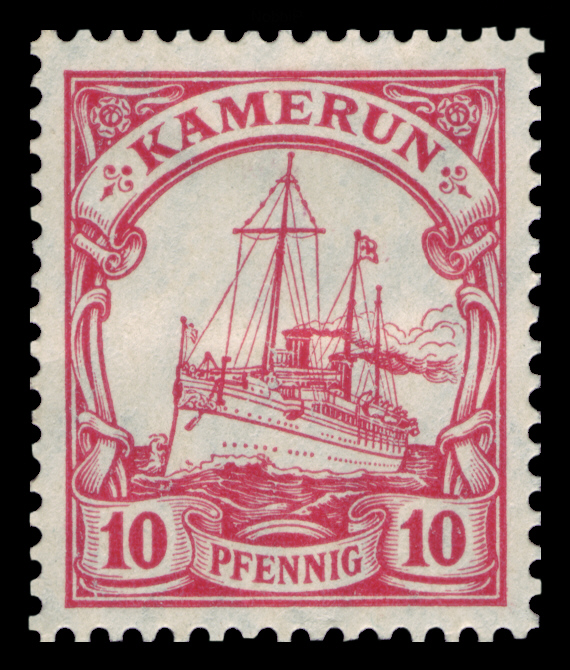
Selo de 1906 do período da ocupação alemã de "Kamerun".

Os selos postais têm vindo a circular nos Camarões desde o final do século XIX.

## Protectorado alemão
Os Camarões tornaram-se um Protectorado Alemão em 1884, tendo usado os selos postais do Império Alemão entre 1897 e 1900 com a sobrecarga Kamerun.

## Ocupação francesa
Durante a I Guerra Mundial, entre 1914 e 1916 o território foi ocupado pelas Tropas Aliadas, usando os selos do Gabão com a sobrecarga Corpo expedicionário franco-inglês dos Camarões. Posteriormente, em 1916, foram usados os selos de Médio Congo de 1900-1907, com a sobrecarga Occupation Française de Cameroun, continuando-se a usar emissões do Médio Congo com a sobrecarga Cameroun até aos anos 1920s.

## Mandato conjunto

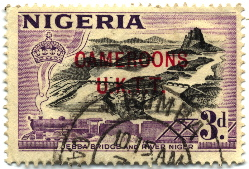
Uma emissão da Nigéria com sobrecarga do mandato inglês dos Camarões.

Em 1922 a Sociedade das Nações mandatou a França e o Reino Unido a governarem o território em regime de mandatos separados. Quando o mandato francês dos Camarões se tornou uma república independente em 1960, levou a que se realizasse um plebiscito no mandato inglês, o qual se uniu à parte francesa, em setembro de 1961, dando origem à República Federal dos Camarões. Durante algum tempo foram usados selos da Nigéria com a sobrecarga Camarões.

## Emissões actuais
Em 1972 a república federal deu lugar à República Unida dos Camarões. Actualmente os selos do país utilizam uma linguagem bilingue, com a dupla inscrição République du Cameroun e Republic of Cameroon.
No ano de 1995, o país aderiu à Comunidade britânica.

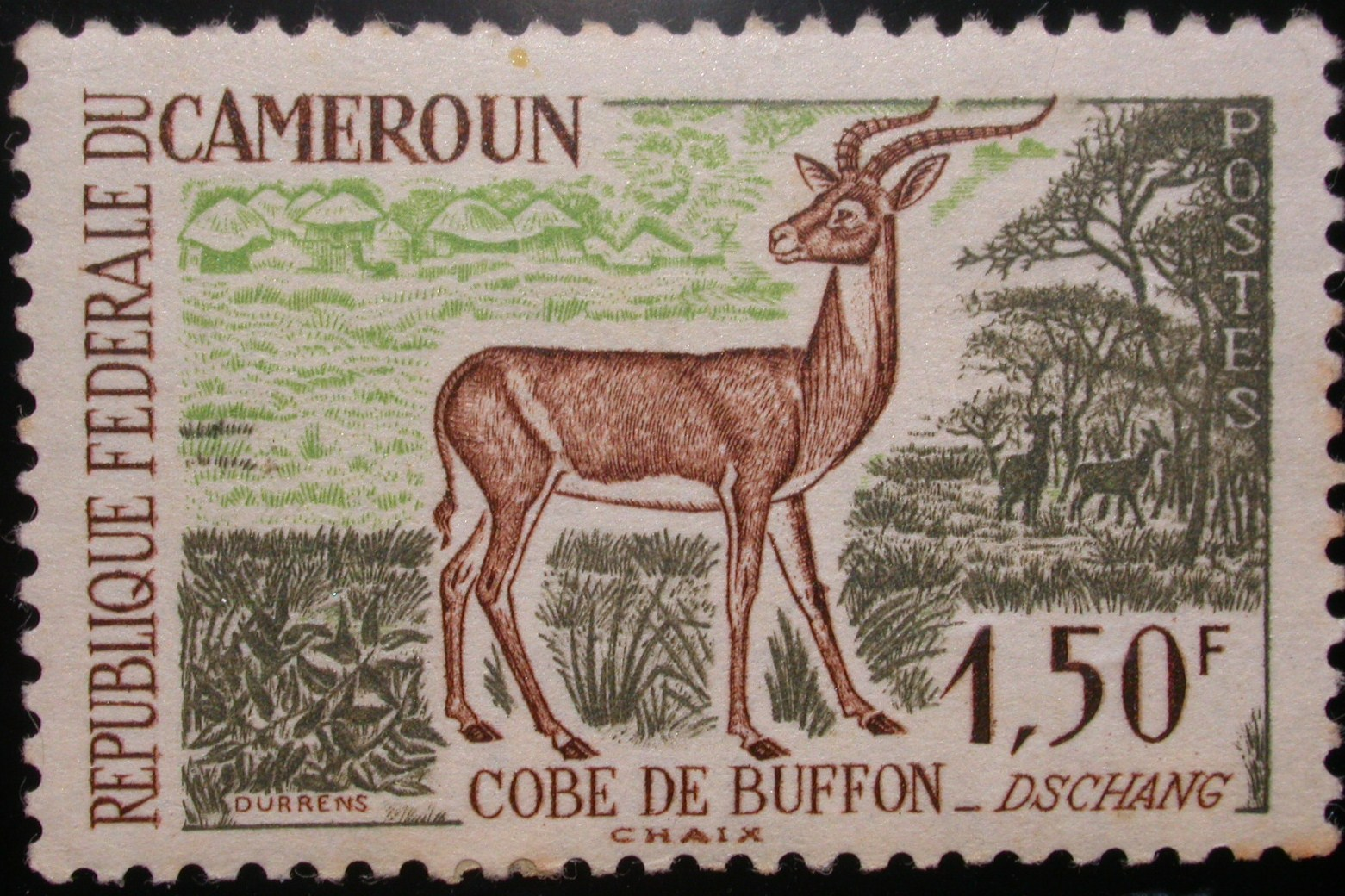
Selo de 1962, da série "Animais", da República Federal dos Camarões.

## Ligações externas

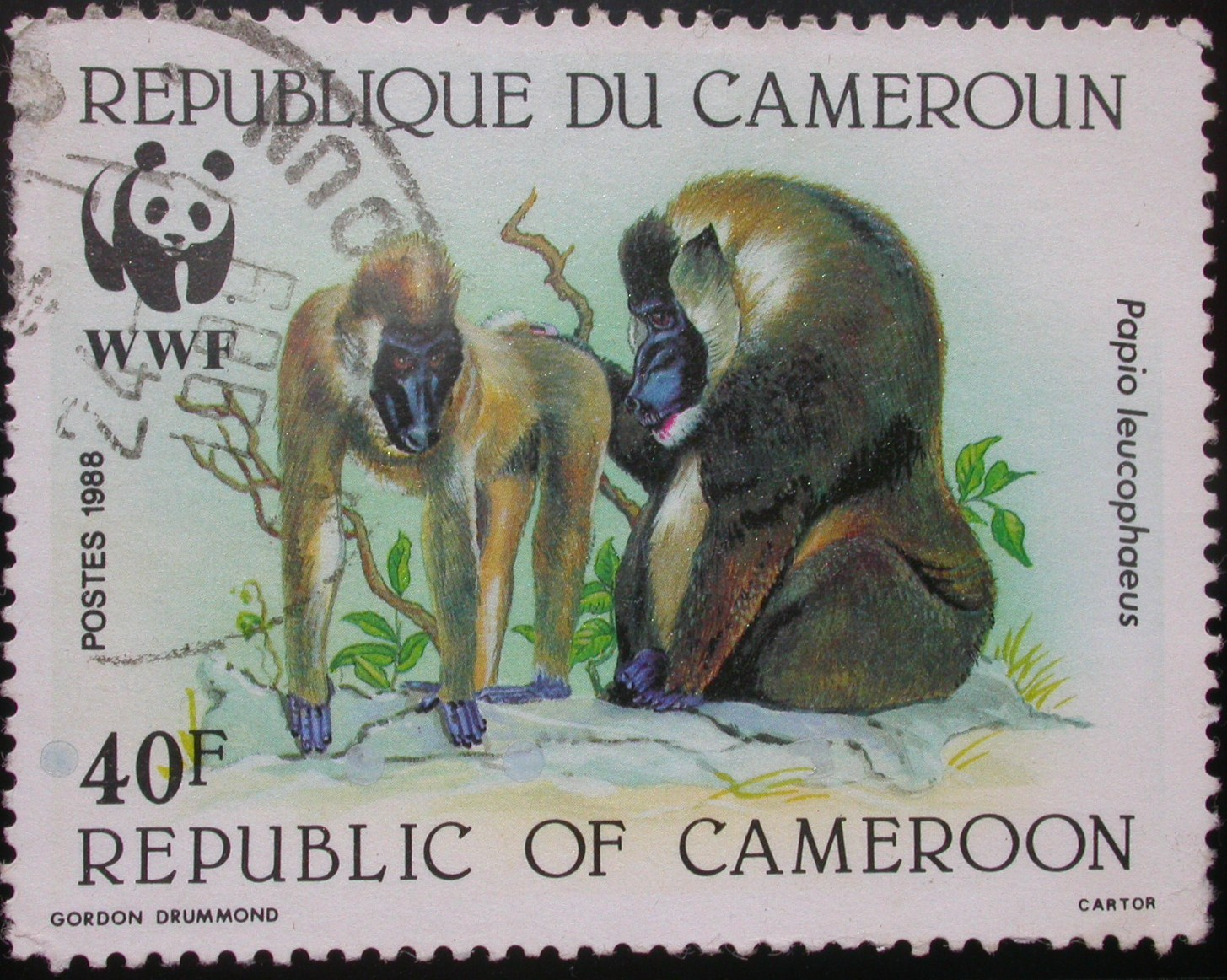
Selo bilingue da República dos Camarões, de uma emissão de 1988 dedicada ao WWF.